# Duląbka
Duląbka – wieś w Polsce położona w województwie podkarpackim, w powiecie jasielskim, w gminie Dębowiec.
| SIMC    | Nazwa | Rodzaj    |
| ------- | ----- | --------- |
| 0348217 | Rzeki | część wsi |

Wierni Kościoła rzymskokatolickiego należą do parafii Świętego Michała Archanioła w Cieklinie.
W 1595 roku wieś położona w powiecie bieckim województwa krakowskiego była własnością starosty krasnostawskiego Jana Mniszcha
Duląbka leży na Pogórzu Jasielskim, ok. 2 km na zachód od trasy Jasło – Dębowiec – Folusz w województwie podkarpackim. Jest to przepiękna miejscowość w dolinie potoku Iwinka, otoczona porośniętymi lasem wzgórzami. Z wyżej położonych terenów roztacza się widok na górę Cieklinkę i pasmo Magury Wątkowskiej należącej do Beskidu Niskiego oraz sąsiednią Ostrą Górkę.

## Osoby związane z miejscowością
- Stanisław Steczkowski